# Naẖal Paran
Naẖal Paran är en wadi i Egypten och Israel. 